# Fehér elefánt (film, 2011)
A Fehér elefánt (eredeti cím: Elephant White) 2011-ben bemutatott amerikai akcióthriller Pratja Pinkeo rendezésében. A főbb szerepekben Djimon Hounsou és Kevin Bacon látható.
A film 2011. május 17-én jelent meg, Magyarországon az AMC kábelcsatornán sugározták szinkronizálva 2021. január 9-én.
A filmet a thaiföldi Bangkokban forgatták.

## Cselekmény
Az amerikai bérgyilkos, Curtie Church (Hounsou) Thaiföldön végzi munkáját. Hamarosan egy Mae nevű tizennyolc éves prostituált tanúja lesz annak, hogy Church meggyilkolja a lányt elrablók egy csoportját, a Chang Cao bandát, majd a férfi a Jong Ang bandát állítja be tettesként. Church megkapja fizetségét megbízójától, Rajahdontól, akinek a lányát nemrégiben meggyilkolták. Church egy kolostor mellett fekvő búvóhelyére utazik, ami a Jong Ang banda által vezetett Kitty Kat klub közelében található. Amíg Church eszik, váratlanul megérkezik Mae. Miután kihallgatja a lányt, megkötözi, akinek később elkezdenek drogelvonási tünetei lenni. Church furcsa álmokat lát Mae-ról.

## Szereplők
| Szerep            | Színész                    | Magyar hang        |
| ----------------- | -------------------------- | ------------------ |
| Curtie Church     | Djimon Hounsou             | Seder Gábor        |
| Jimmy, a brit     | Kevin Bacon                | Dányi Krisztián    |
| Mae               | Jirantanin Pitakporntrakul | Bogdányi Titanilla |
| Katha, a főnök    | Weeraprawat Wongpuapan     | N/A                |
| Bhun, a tanácsadó | Abhijati "Meuk" Jusakul    | Háda János         |
| Rajahdon          | Sahajak Boonthanakit       | N/A                |
| testőr            | Ron Smoorenburg            | N/A                |
| testőr            | Byron Gibson               | N/A                |

További magyar hangok: Kapácsy Miklós (Narrátor hangja, taxisofőr), Markovics Tamás (recepciós)

## Marketing
A film elején, egy Bangkokot bemutató felvételen a The Expendables – A feláldozhatók reklámtábla található, amelyet az előző évben a Nu Image / Millennium Films készített.

## Médiamegjelenés
A film 2011. május 17-én jelent meg DVD-n és Blu-rayen.